# ДР Конго на летних Олимпийских играх 2016
Демократическая Республика Конго на летних Олимпийских играх 2016 года была представлена 4 спортсменами в 3 видах спорта. Знаменосцем сборной ДР Конго на церемонии открытия Игр стала серебряный призёр Африканских игр 2015 года тхэквондистка Роза Келеку, а на церемонии закрытия — дзюдоист Родрик Куку, выступавший в весовой категории до 66 кг. По итогам соревнований сборная Демократической Республики Конго, принимавшая участие в своих десятых летних Олимпийских играх, вновь осталась без медалей.
Также двое конголезских дзюдоистов, проживающих в Бразилии, выступали в составе Олимпийской сборной беженцев.

## Состав сборной
Дзюдо
1. Родрик Куку

 Лёгкая атлетика
1. Макоробондо Салукомбо
2. Беатрис Элис

 Тхэквондо
- Квота 1

## Результаты соревнований

### Дзюдо
Соревнования по дзюдо проводились по системе с выбыванием. В утешительные раунды попадали спортсмены, проигравшие полуфиналистам турнира. Два спортсмена, одержавших победу в утешительном раунде, в поединке за бронзу сражались с дзюдоистами, проигравшими в полуфинале.
Мужчины
| Категория | Спортсмены  | 1/32 финала        | 1/16 финала           | 1/8 финала           | Четвертьфинал        | Полуфинал            | Финал                | Место |
| Категория | Спортсмены  | Соперник Результат | Соперник Результат    | Соперник Результат   | Соперник Результат   | Соперник Результат   | Соперник Результат   | Место |
| --------- | ----------- | ------------------ | --------------------- | -------------------- | -------------------- | -------------------- | -------------------- | ----- |
| до 66 кг  | Родрик Куку | не участвовал      | DOMВ. Матео П 000:010 | завершил выступление | завершил выступление | завершил выступление | завершил выступление | 17    |

### Лёгкая атлетика
Мужчины
Шоссейные дисциплины
| Дисциплина | Спортсмен             | Время   | Место | Отставание |
| ---------- | --------------------- | ------- | ----- | ---------- |
| марафон    | Макоробондо Салукомбо | 2:28:54 | 113   | +20:10     |

Женщины
Беговые дисциплины
| Дисциплина         | Спортсмен    | Предварительный раунд | Предварительный раунд | Предварительный раунд | Четвертьфиналы | Четвертьфиналы | Четвертьфиналы | Полуфиналы    | Полуфиналы    | Полуфиналы    | Финал                 | Финал                 |
| Дисциплина         | Спортсмен    | Забег                 | Время                 | Место                 | Забег          | Время          | Место          | Забег         | Время         | Место         | Время                 | Место                 |
| ------------------ | ------------ | --------------------- | --------------------- | --------------------- | -------------- | -------------- | -------------- | ------------- | ------------- | ------------- | --------------------- | --------------------- |
| бег на 5000 метров | Беатрис Элис | 1                     | 19:29,47              | 16                    | не проводится  | не проводится  | не проводится  | не проводится | не проводится | не проводится | завершила выступление | завершила выступление |

### Тхэквондо
Соревнования по тхэквондо проходят по системе с выбыванием. Для победы в турнире спортсмену необходимо одержать 4 победы. Тхэквондисты, проигравшие по ходу соревнований будущим финалистам, принимают участие в утешительном турнире за две бронзовые медали.
Женщины
| Категория | Спортсмены | Первый раунд       | Четвертьфинал      | Полуфинал          | Финал              | Место |
| Категория | Спортсмены | Соперник Результат | Соперник Результат | Соперник Результат | Соперник Результат | Место |
| --------- | ---------- | ------------------ | ------------------ | ------------------ | ------------------ | ----- |
| до 49 кг  |            |                    |                    |                    |                    |       |